# 米山維斗
米山 維斗（よねやま ゆいと、1999年5月11日 - ）は、日本の実業家。ケミストリー・クエスト株式会社代表取締役。神奈川県相模原市在住。筑波大学附属駒場高等学校卒業。2019年現在東京大学在学中。

## 経歴・人物
1999年5月11日、神奈川県に生まれる。4歳で宇宙に興味を持ち、それ以後、古生物や化石、鉱物、元素などへも関心を広げる。9歳のときに原子カードを結合させて分子を作って遊ぶ化学カードゲーム『ケミストリークエスト』を考案。2010年、「東京国際科学フェスティバル2010」クロージングイベントに出展。
2011年7月20日にはカードゲームを発売するケミストリー・クエスト株式会社を設立。当時小学6年生で社長に就任した。2012年に筑波大学附属駒場中学校へ入学。
趣味は3歳から習っているバイオリン。小学4年生のとき、小学生向け全国模試である全国統一小学生テストで全国1位。第14回ジュニア算数オリンピック大会ファイナリスト。2017年、国際言語学オリンピック銅メダル。将来の夢は研究者で、素粒子物理学や宇宙工学などいろいろなものが複合的に学べそうな「工学」に興味を持っていると語っている。

## メディア出演

### テレビ番組
- NHKニュース おはよう日本（2011年7月23日、NHK）
- ナダールの穴（2011年10月18日、フジテレビ）
- クイズ・ソモサン・セッパ!（2012年11月20日、フジテレビ）
- ワイドナショー（2015年3月29日、フジテレビ）- 選挙権年齢を18歳までに引き下げるかどうかについてコメントした。
- ぶらり途中下車の旅（2015年5月30日、日本テレビ）- 自身が考案したカードゲーム『ケミストリークエスト』を自ら紹介した。